# Hyphydrus birmanicus
Hyphydrus birmanicus är en skalbaggsart som beskrevs av Régimbart 1888. Hyphydrus birmanicus ingår i släktet Hyphydrus och familjen dykare. Inga underarter finns listade i Catalogue of Life.